# Саламов, Махмуд Юсиф оглы
Махмуд Юсиф оглы Саламов (азерб.  Maxmud Yusİf oğlu Salamov; 14 мая 1909, Селение Сараи, Баку, Азербайджан — 14 ноября 1971, Баку) — советский и азербайджанский специалист в области нефтяного и газового бурения, почётный нефтяник СССР, изобретатель электро-нефтебура.

## Биография
Начав свою трудовую деятельность с рабочего буровой бригады, благодаря своим знаниям и трудолюбию в короткое время завоевал авторитет хорошего организатора, грамотного инженера, став одним из ведущих специалистов в республике в деле организации разведочного бурения.
Воспитанник Бакинских нефтяников, высококвалифицированный специалист много лет отдал делу развития нефтяной промышленности Азербайджана на передовом её участке разведочного бурения в море, пройдя путь до крупного специалиста — руководителя — нефтяника.
Король нефти, так называли его, решающего самые сложные вопросы при проводке сверхглубоких разведочных скважин.

Саламов М. Ю. довоенные годы, во времена обучения на летчика

Саламов М. Ю. родился 14 мая 1909 года в селении Сараи. В школе учился на отлично, был любимым учеником. После школы поступил в педагогическое училище. По окончании училища в 1929 году был назначен заведующим сельской школы. Проработав два года, в 1930 году поступил в Азербайджанский индустриальный институт им. Азизбекова. Получил высшее образование, окончив его в 1935 году по специальности «горный инженер».
Рано потеряв отца, с малых лет совмещал учёбу с работой, взвалив на себя заботу обеспечения матери и трёх сестер.
Кандидат технических наук.
Трудовая деятельность М. Ю. Саламова в нефтяной промышленности началась параллельно обучению в институте. Однако, официально в документах указывается начало работы — по окончании института в 1935 году.
С 1935 по 1936 годы — рабочий буровой бригады треста «Азизбековнефть».
C 1936 по 1937 годы — буровой мастер «Азизбековнефть», с 1937 года — групповой инженер конторы бурения треста «Азизбековнефть».
С 1937 по 1939 годы — старший инженер конторы бурения треста «Кагановичнефть».
С 1939 по 1942 годы — главный инженер конторы бурения треста «Кировнефть».
Принял участие в Великой отечественной войне. С 1942 по 1943 годы — командир батареи 1041 стрелкового полка 223 стрелковой дивизии Северо-Кавказского фронта. Был ранен. После реабилитации вновь возвратился на фронт.
В 1943 году по приказу Сталина, был отозван обратно в тыл и до 1944 года прослужил главным инженером конторы бурения треста «Молотовнефть».
В 1944 году по указу Сталина был назначен начальником специальной группы в Иран.
С 1944 по 1945 годы — главный инженер бурения «Лениннефть». С 1945 по 1952 годы — главный инженер и управляющий треста «Кировобаднефтеразведка» (г. Кировобад)
С 1952 по 1953 год — главный инженер объединения «Азнефтеразведка»
С 1953 по 1954 год — управляющий трестом «Апшероннефтьразведка»
С 1954 года — управляющий трестом «Апшероннефтьразведка»
В 1967 году занимал должность заместителя начальника объединения «Морнефть»

### В годы второй мировой войны
До Второй Мировой Войны активно занимался спортом, отлично плавал, занимался в ДОСААФ, прыжками с парашюта, окончил курсы летчика.

Саламов М. Ю. довоенные годы

Дата поступления на службу: 01.03.1942
Воинское звание: ст. лейтенант
Наименование воинской части: 1037 сп,1041 сп 223 сд СКФ
Дата окончания службы: 18.06.1943
Награды: Медаль «За оборону Кавказа»
C 1942 по 1943 год — командир батареи 1041 стрелкового полка 223 стрелковой дивизии Северо Кавказского фронта. Был ранен. После реабилитации вновь возвратился на фронт.
В 1943 году по приказу Сталина возвратить нефтяных специалистов на производство, был отозван обратно в тыл

## Раскрытые месторождения

Саламов М. Ю. на буровой

Трудовая деятельность М. Ю. Саламова  тесно связана с освоением морских нефтеразведочных площадей, таких как «Песчаный-море», «Сангачалы-море», «Дуванный», «Булла-море», «Южная», «Бахар» и многие другие. На многих из этих месторождений были открыты богатые нефтяные и газовые залежи, имеющие большое народнохозяйственное значение.
Работая в морском бурении М. Ю. Саламов активно участвовал в разработке крупных нефтяных месторождений, внедряя в производство новую технику и передовую технологию бурения. Не было ни одной нефтяной площади азербайджанской части Каспийского моря, в разработке и открытии которой он  бы лично не участвовал.

## Награды и медали
- Орден Трудового Красного Знамени (дважды)
- Медаль «За трудовую доблесть»
- Медаль «За доблестный труд в Великой Отечественной войне 1941—1945 гг.»
- Медаль «В ознаменование 100-летия со дня рождения Владимира Ильича Ленина»
- Золотая медаль ВДНХ (премия за изобретение электробура)
- Почетный нефтяник СССР
- Орден Почётный знак Азербайджанской ССР
- Медаль «За оборону Кавказа»
- Ордена и медали за участие в Великой отечественной войне

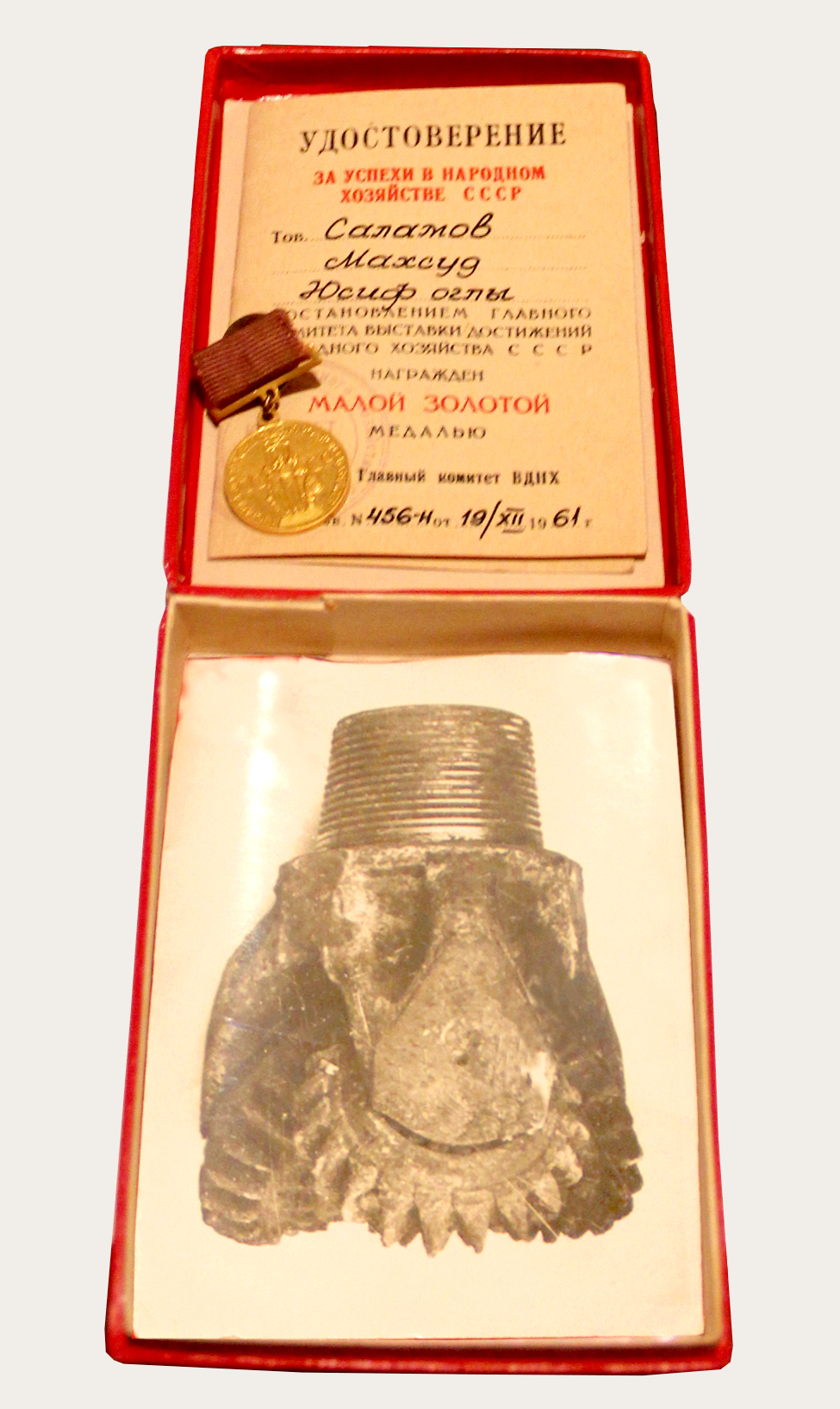
Золотая медаль ВДНХ, премия за изобретение электробура.

## Научная деятельность
Большую производственную деятельность М. Ю. Саламов умело сочетал с научной работой, результатом которой явилась успешно защищенная им диссертация в области электробурения. В 1963 году был приглашён в Японию как специалист по бурению, именно по изобретению электробура.

## Печатные труды
- Дж. Садыгов, М.Саламов «Нефт вə газ гуjуларын електрик газыjычысы илə газылмасы» Издательство «Азəрбайчан Довлəт Нашриjjаты». Бакы. 1973. Тираж 1000
- Саламов М. Ю., Курепин В. И. «О режиме бурения секционным электробуром» Нефтяное Хозяйство № 10, 1962.
- Саламов М. Ю., Курепин В,И. О режиме бурения секционным электробуром. Азербайджанское нефтяное хозяйство, 1962, с.12-18, ил.
- Саламов М. Ю., Есьман Б. И. «Сравнительные гидравлические потери в трубах кабелем при электробурении.» Азербайджанское нефтяное хозяйство, № 12, 1963.
- Саламов М. Ю., Садыхов Ю. В., Фрадкин А. Б. «Влияние вращающего момента на долоте на эффективность бурения.» Азербайджанское нефтяное хозяйство, 1964, № 4, с.17-19, ил.
- Садыков Ю. В., Саламов М. Ю. и др. «Промысловые исследования моментоемкости пород.» Азербайджанское нефтяное хозяйство, 1965, № 7, с.14-16, ил.
- Саламов М. Ю., Дадашев Н. Г., Детин Г. Д. «О преимуществах баритового утяжелителя» Нефтяное Хозяйство / 1965 / Декабрь / Бурение скважин

## Из воспоминаний родных
Сегодня день рождения моего папы, Саламова Махмуда Юсиф оглы. Он родился 14 мая 1909 года. Хотелось бы вспомнить о нём в этот день. Это была яркая разносторонняя личность, успевший за не очень длинную жизнь (скончался в 1971 году) довольно многое. Он был одним из ведущих специалистов республики в деле организации разведочного бурения. В 1935-м году он закончил Азербайджанский Индустриальный Институт имени Азизбекова (нынешняя Нефтяная Академия). Начал трудовую деятельность с бурового мастера «Азизбековнефть», работал на многих постах вплоть до управляющего трестом «Азморнефтеразведка». Был заместителем генерального директора «Азнефти». Трудовая деятельность его была тесно связана с освоением новых морских нефтеразведочных площадей, таких как например «Песчаный-море», «Сангачалы-море», «Дуванный», «Булла-море», «Южная», «Бахар» и многие другие. На многих из них были найдены богатые нефтяные и газовые залежи. Производственную деятельность сочетал с научной работой. Результатом которой явилась успешно защищенная им диссертация в области Электробурения. После защиты диссертации, по данной теме, осенью 1962 года вместе с Сабитом Оруджевым был приглашен в Японию, где японцы приобрели патент на его изобретение — электробур. Имел такие награды, как «Почетный нефтяник», Малую золотую медаль, «За трудовую доблесть», и другие ордена и медали, в том числе и за участие в Великой отечественной войне .
Большую производственную деятельность М. Ю. Саламов  умело сочетал с научной работой, результатом которой явилась успешно защищенная им диссертация в области электробурения. В 1963 году был приглашен в Японию, как специалист по бурению, именно по изобретению электробура.

Саламов М.Ю. на заседании в своем кабинете.
Саламов М.Ю., Сабит Оруджев в рабочей командировке по приглашению Японских коллег в связи с приобретением патента на использование Электробура.
Саламов М.Ю., Сабит Оруджев в рабочей командировке по приглашению Японских коллег.
Саламов М.Ю., Сабит Оруджев в рабочей командировке по приглашению Японских коллег.
Саламов М.Ю. с коллегами (по центру 8-й)
Саламов М.Ю. с рабочими